# Мирный (Староминский район)
Мирный — хутор в Староминском районе на севере Краснодарского края.
Входит в состав Куйбышевского сельского поселения.
Постоянное население хутора — 107 человек (2007).

## Население
| 2002 | 2010 |
| ---- | ---- |
| 116  | ↘98  |

- ул. Зелёная,
- ул. Комарова,
- ул. Пионерская,
- ул. Полевая,
- ул. Советская.